# Mimolette
La mimolette és un formatge de pasta premsada no cuita fet a base de llet de vaca que es produeix a la zona nord de França, al voltant de Lilla i als Països Baixos.
Originari dels Països Baixos, des del segle xvii es produeix al nord de França utilitzant els mateixos mètodes de producció del formatge edam, però s'acoloreix amb annato. El formatge que en resulta forma unes boles d'uns 2 kg. Té una crosta grisa i un interior taronja. Se l'anomena vella Holanda o bola de Lille. El seu nom prové d'una deformació de mollet, la pasta de la mimolette groga i bufada. Amb el temps, el formatge va esdevenir més compacte.
Segons la durada de l'afinament pot ser jove (tres mesos), mig-vell (sis mesos), vell (dotze mesos) o extra vell (dos anys). El període de degustació òptim s'estén d'abril a setembre, després d'un afinament de 6 a 24 mesos, però també és bona la resta de l'any.